# 木村俊道
木村 俊道（きむら としみち、1970年 - ）は、日本の政治学者。専門は西洋政治思想史。
埼玉県生まれ。東京都立大学法学部卒業後、同大学院社会科学研究科で学び、博士（政治学）取得。東京都立大学法学部助手、九州大学法学研究院准教授を経て、現在、同教授。

## 著書

### 単著
- 『顧問官の政治学―フランシス・ベイコンとルネサンス期イングランド』（木鐸社、2003年）
- 『文明の作法─初期近代イングランドにおける政治と社交』（ミネルヴァ書房、2010年）
- 『文明と教養の〈政治〉─近代デモクラシー以前の政治思想』（講談社、2013年）
- 『想像と歴史のポリティックス─人文主義とブリテン帝国』（風行社、2020年）

### 編著
- 『はじめて学ぶ政治学――古典・名著への誘い』、岡崎晴輝・木村俊道編、ミネルヴァ書房、2008年